# Goleba lyra
Goleba lyra là một loài nhện trong họ Salticidae.
Loài này thuộc chi Goleba. Goleba lyra được Maddison & Zhang miêu tả năm 2006.